# Полет 268 на „Пакистан Интернешънъл Еърлайнс“
Полет 268 на „Пакистан Интернешънъл Еърлайнс“ е международен пътнически полет от международното летище Джина, Карачи, Пакистан, до международното летище „Трибхуван“, Катманду, Непал, управляван от „Пакистан Интернешънъл Еърлайнс“. На 28 септември 1992 г. самолетът „Еърбъс A300B4-103“, който изпълнява полета, се разбива на приблизително 2200 м в склон на планината при Бхатеданда в Непал, при загиват всички 155 пътници и 12 членове на екипажа. Този инцидент се случва 59 дни след като самолетът при полет 311 на „Тай Еъруейс Интернешънъл“ се разбива северно от Катманду.
Разследващите установяват, че инцидентът е причинен главно от пилотска грешка. Видимостта е лоша поради облачните условия и системата за предупреждение за близост до земята не се задейства навреме поради стръмния терен. Процедурите за заход по прибори за Катманду също са определени като неясни, а непалските ръководители на полети били колебливи и не желаели да се намесват в неща, които смятали за чисто пилотски, като разделянето на терена. Издаденият доклад препоръчва да се преразгледат навигационните карти и да се насърчи стандартизацията им, както и заходът към летището в Катманду да бъде променен, за да бъде по-лесен.
Авиокомпанията плаща за изграждането на мемориален парк в подножието на планина на около 10 км северно от мястото на инцидента, но спира да плаща поддръжката му през 2012 г. Това е най-смъртоносният инцидент в историята на „Пакистан Интернешънъл Еърлайнс“ и най-смъртоносният на територията на Непал към 2025 г.